# Cinco Esquinas (Costa Rica)
Cinco Esquinas es un distrito del cantón de Tibás, en la provincia de San José, de Costa Rica.

## Historia
Cinco Esquinas nació junto con la fundación del cantón, el 27 de julio de 1914, mediante la Ley n.º 42 durante el gobierno de Alfredo González Flores. Es uno de los dos distritos originales. Hasta la década de los años 40 el territorio comprendido por el distrito se conocía como La Estación.
Del distrito de Cinco Esquinas se segregarían el distrito de León XIII, en 1994, y el distrito de Colima, en 1999.

## Ubicación
Se ubica en el sur del cantón, limita al norte con el los distritos de Anselmo Llorente, San Juan y Colima, al oeste y sur con el cantón de San José y al este con el cantón de Goicoechea.

## Geografía
Cinco Esquinas cuenta con un área de 0,65 km² y una altitud media de 1158 m s. n. m.

## Demografía
Para el año 2022, Cinco Esquinas cuenta con una población estimada de 5527 habitantes, y para el último censo efectuado, en 2011, Cinco Esquinas contaba con una población de 5925 habitantes.

## Localidades
- Barrios: Bajo Piuses, San Rafael, Leiva Urcuyo, Lilas, Lomas del Pinar, Montecarlo, Santa Teresa.

## Cultura

### Educación
Ubicadas propiamente en el distrito de Cinco Esquinas se encuentran los siguientes centros educativos:
- Escuela de San Rafael
- Escuela Esmeralda Oreamuno de Jiménez

## Transporte

### Carreteras
Al distrito lo atraviesan las siguientes rutas nacionales de carretera:
- Ruta nacional 5
- Ruta nacional 100
- Ruta nacional 101
- Ruta nacional 108

## Concejo de distrito 2020-2024
El Concejo de distrito de Cinco Esquinas de Tibás es el ente encargado de proponer proyectos que beneficien a toda la población en los diversos ámbitos de desarrollo humano, con la finalidad de tener un mejor distrito. Por ende, es la representación directa y formal ante el Concejo Municipal de Tibás. En cuanto a la presidencia de este Concejo de distrito, se encuentra a cargo de Yamileth Rodríguez Rodríguez y la vicepresidencia de Jean Paul Porras Carvajal, ambos militantes del Partido Liberación Nacional.
El Concejo del distrito se integra por:
| #                       | Partido                     | Nombre                           |
| Síndico propietario     | Síndico propietario         | Síndico propietario              |
| ----------------------- | --------------------------- | -------------------------------- |
| 1                       | Partido Liberación Nacional | Yamileth Rodríguez Rodríguez     |
| Síndico suplente        |                             |                                  |
| 2                       | Partido Liberación Nacional | Jean Paul Porras Carvajal        |
| Concejales propietarios |                             |                                  |
| 3                       | Partido Liberación Nacional | Silvia María Sánchez Solís       |
| 4                       | Partido Liberación Nacional | Rosa Rodríguez Rojas             |
| 5                       | Partido Liberación Nacional | Jonathan Montero Murillo         |
| 6                       | Coalición Somos Tibás       | José Gerardo Chacón Alvarado     |
| Concejales suplentes    |                             |                                  |
| 7                       | Partido Liberación Nacional | Sharon Karina Valverde Rodríguez |
| 8                       | Partido Liberación Nacional | Julio Alvarado Rodríguez         |
| 9                       | Partido Liberación Nacional | Jennifer Blum Sandí              |